# 古田水库
古田水库位于中国福建省宁德市古田县，也称为古田一级水库、古田溪水库，又称翠屏湖。